# Il mistero dell'inquisitore Eymerich
Il mistero dell′inquisitore Eymerich è un romanzo di Valerio Evangelisti del 1996. Fa parte della serie dedicata all′Inquisitore Eymerich.
È stato pubblicato a episodi sulla rivista Il Venerdì di Repubblica nel 1996 e successivamente in un unico volume edito da Arnoldo Mondadori Editore nello stesso anno.

## Trama
Il romanzo si articola su tre diversi piani temporali:
- 1354: Nicolas Eymerich, Inquisitore Generale del Regno d′Aragona, è costretto, suo malgrado e senza ben capirne le ragioni, a seguire il re Pietro IV d′Aragona in Sardegna per soffocare la rivolta di Mariano, giudice d′Arborea.
- XX secolo: lo psicologo austriaco Wilhelm Reich per sfuggire ai nazisti si rifugia prima in Norvegia e poi in  America. Le sue ricerche lo portano ad affermare di avere scoperto una nuova ed ipotetica forma di energia naturale, l′orgone.
- Un prossimo futuro: l′America è divisa in tre confederazioni: Nuova Federazione Americana (fondata sull′industria), Confederazione della Libera America (economia commerciale e rurale) e Unione degli Stati Americani (dominata dal capitale finanziario). In tutti e tre gli Stati (che hanno una diversa organizzazione politica ma lo stesso esercito) regna il terrore di essere deportati a Lazzaretto, un luogo lontano e infernale, se si contrae una malattia o non si obbedisce alle regole.

### La storia di Reich
La vicenda di Reich è descritta da due angolazioni diverse: alcuni capitoli hanno come titoli gli anni in cui si svolgono e riferimenti ai saggi dello psicologo (ad esempio "La funzione dell′orgasmo"), e seguono la storia della sua vita, più o meno romanzata, a partire dal 1934: durante un congresso in Svizzera, scopre di essere stato espulso dall′associazione internazionale di psicologia di cui fa parte. Altri capitoli, indicati come "sedute" e apparentemente privi di riferimenti temporali (eccetto i nomi dei giorni della settimana) sono ambientati in una cella in cui Reich è rinchiuso, che periodicamente si trasforma in  un luogo onirico popolato da apparizioni mostruose: in queste occasioni Reich incontra Nicolas Eymerich, che si presenta a lui come un paziente affetto da una presunta schizofrenia. Nel dialogo che si instaura tra i due, il rapporto medico-paziente si inverte, e l′Inquisitore riesce a tirar fuori da Reich tutto il suo passato, le sue paure, i suoi dolori. Alla fine le due narrazioni convergeranno: negli anni Cinquanta Reich (che dalla Norvegia si è trasferito a New York e da lì nel Maine), viene arrestato e rinchiuso in prigione. Qui diventa una cavia per la sperimentazione farmacologica della metionina, un alcaloide comune, ma che in forti dosi provoca allucinazioni simili al delirio schizofrenico, e questo ha provocato i suoi "incontri" con Eymerich.

### L′assedio di Alghero e Tanit
Parallelamente si sviluppa la vicenda dell′Eymerich storico, impegnato nell′assedio di Alghero, che durerà quattro mesi, fino alla resa della città, alla deportazione di tutti i suoi abitanti e alla fuga di Mariano. Ma nel frattempo, penetrato in città con un trucco, l′Inquisitore fa scoperte inquietanti: il mare intorno all′isola (e, in certe ore della giornata, anche le acque di fiumi e laghi) è infestato da parassiti simili a tenie, che possono diventare giganteschi e provocare una morte orrenda. In una caverna sotterranea, detta Grotta di Nettuno, si venera la divinità pagana Sardus Pater e si perpetuano dei riti osceni allo scopo di curare la strana malattia che prolifera sull′isola: nelle grotte pare che ci sia una energia miracolosa, un fascio di luce blu capace di rigenerare i tessuti umani e di salvare dalle tenie coloro che hanno ancora qualche speranza (nel corso della storia, apparirà evidente che questa energia è analoga all′energia orgonica di Reich, che, secondo lo psicologo, è capace di prevenire anche il cancro). I malati inguaribili vengono invece gettati in un profondo precipizio sotterraneo, dove si amalgamano a formare un′entità mostruosa alla quale gli abitanti danno il nome di Tanit (divinità pagana che Eymerich, il quale tende a trovare la componente demoniaca in ogni altra religione, collega ad Astaroth e a Baal, e da lì a Beelzebub, ossia Satana). Eymerich pone fine a questi culti, che lui giudica eretici, e imprigiona Tanit nelle grotte.
Alla fine, l′Inquisitore scopre di essere stato convocato dal re in Sardegna per far ricadere sull′Inquisizione l′uccisione di vari nobili dissidenti lontano dalla mano del Justicia de corte, accusandoli ingiustamente di tradimento ed eresia.

### Bambini del Futuro
La terza sottotrama, ambientata in un futuro imprecisato (successivo all′epidemia di anemia falciforme narrata in Il Corpo e il Sangue di Eymerich e agli sconvolgimenti politici di Nicolas Eymerich, Inquisitore) segue le vicende di tre giovani liceali di quattordici-quindici anni. Ognuno di loro vive in una delle tre federazioni in cui sono divisi gli ex-Stati Uniti: pur essendo immersi in tre contesti diversissimi per filosofia, tutti e tre sono sottoposti ad una rigida disciplina e sognano di fuggire. Tutti e tre vengono arrestati per insubordinazione, in quanto sospettati di aver avuto contatti con un′associazione sovversiva chiamata Bambini del Futuro, e deportati a Lazzaretto, il luogo misterioso temuto da tutti, che si scopre essere proprio la Sardegna, che dopo molti secoli, senza l′energia orgonica imprigionata da Eymerich, è diventata un luogo di malattie e decadimento. Qui i ragazzi incontrano un vecchio pazzo che ritiene di poter curare tutti i malati dell′isola: i quattro scendono in una grotta - la stessa della vicenda dell′Inquisitore - dove liberano l′energia orgonica, che si manifesta in luce blu. Ma così facendo liberano anche la mostruosa Tanit, che li risucchia.

## Fonti di ispirazione
- Wilhelm Reich fu effettivamente recluso nel carcere di Lewisburg, in Pennsylvania, dove morì un giorno prima del suo rilascio. Nella sua vicenda giudiziaria ebbe un ruolo importante lo "scontro" con la Food and Drug Administration, che infatti Evangelisti descrive prima come avversario di Reich e poi come ente predominante di una delle tre immaginarie federazioni americane.
- Le Grotte di Nettuno esistono veramente e il Sardus Pater, detto anche Sardi Patris Babi, era effettivamente un nume venerato in Sardegna (si vedano le voci Tempio di Antas e Storia della Sardegna romana).
- Il nome del movimento rivoluzionario immaginario Bambini del futuro deriva da un omonimo libro di Wilhelm Reich.

## Traduzioni in altre lingue
- Le mystère de l′inquisiteur Eymerich (Payot & Rivages 1999, Pocket 2001)
- Das Geheimnis des Inquisitors (Heyne 2001)
- Tajemství inkvizitora Eymerika (Mladá fronta 2005)
- Taina Inchizitorului Eymerich (Editura Allfa 2005)

## Edizioni
- Valerio Evangelisti, Il Mistero dell′Inquisitore Eymerich, collana Superblues, Arnoldo Mondadori Editore, 1996, ISBN 88-04-42428-1.
- Valerio Evangelisti, Il Mistero dell′Inquisitore Eymerich, collana Urania n° 1316, Mondadori, 1997.
- Valerio Evangelisti, Il Mistero dell′Inquisitore Eymerich, collana I Massimi della Fantascienza, Mondadori, 2000. Ristampato ne I sentieri perduti di Eymerich
- Valerio Evangelisti, Il Mistero dell′Inquisitore Eymerich, collana Urania Classici n° 295, Mondadori, 2001.